# Systemic Painting
Systemic Painting war 1966 eine Ausstellung im Solomon Guggenheim Museum in New York City, kuratiert von Lawrence Alloway.

## Ausstellung
Die Ausstellung Systemic Painting fasste eine Gruppe amerikanischer abstrakter Maler zusammen. Lawrence Alloway beschreibt in der Publikation zu der Ausstellung jene Künstler als repräsentativ für eine Bewegung innerhalb der Malerei der USA, die versucht, sich vom Abstrakten Expressionismus abzusetzen, der künstlerisch als vorherrschende Kunstrichtung innerhalb der Malerei der 1940er und 1950er Jahre in den USA zu sehen ist. Alloway sieht Künstler wie Jasper Johns, Kenneth Noland und Frank Stella als Vorreiter für das, was er in der Ausstellung Systemic Painting zusammenstellt. Diese Künstler hätten bereits Ende der 1950er Jahre in ihrer Malerei den expressionistischen Ausdruck verdrängt zugunsten einer technischeren, nüchterneren Malweise unter Verzicht auf den gestischen Farbauftrag. A gestural mark was turned into a repeatable object (Lawrence Alloway). Industrielle Farbe und eine klare, unemotionale Malweise wären repräsentativ. 

Nach der Ausstellung Primary Structures 1966 im Jewish Museum in New York, die im Wesentlichen die bildhauerischen Positionen der Minimal Art zeigte, befasste sich Systemic Painting mit den vergleichbaren abstrakten Malern derselben Generation, die in vergleichbaren Ausstellungen und den damit verbundenen kunstkritischen Texten als Hard Edge (Jules Langsner), Post Painterly Abstraction (Clement Greenberg) bekannt wurde.

## Künstler
- Jo Baer
- Robert Barry
- Al Brunelle
- Thomas Downing
- Paul Feeley
- Dean Fleming
- Peter Gourfain
- Al Held
- Ralph Humphrey
- Robert Huot
- Will Insley
- Ellsworth Kelly
- Nicholas Krushenick
- Tadaaki Kuwayama
- David Lee
- Robert Mangold
- Agnes Martin
- Howard Mehring
- Kenneth Noland
- David Novros
- Larry Poons
- Edwin Ruda
- Robert Ryman
- Leon Polk Smith
- Frank Stella
- Neil William
- Jack Yougerman
- Lawrence (Larry) Zox